# USS Soley (DD-707)
O USS Soley (DD-707) foi um contratorpedeiro norte-americano que serviu durante a Segunda Guerra Mundial.

## Comandantes
| Comandante         | Período                                 |
| ------------------ | --------------------------------------- |
| Cdr. John S. Lewis | 7 de Dezembro de 1944 - Agosto de 1945? |